# Александър Дойнов
Александър Станков Дойнов е български актьор.

## Биография
Роден е на 12 януари 1955 година в Димитровград. Завършва ВИТИЗ „Кръстьо Сарафов“ през 1982 година в класа на професор Николай Люцканов. Между 1982 и 1984 работи в Драматичния театър „Апостол Карамитев“ в Димитровград. В периода 1991 – 1994 година е директор на същия театър.

## Филмография
- Страх (2020) - „Геврека“
- Стъпки в пясъка (2010) – митничар
- Прогноза (2009)
- Прима примавера (2009) – шофьор на камион
- Светът е голям и спасение дебне отвсякъде (2008) – играч
- Приключенията на един Арлекин (4-сер. тв, 2007)
- Приятелите ме наричат Чичо (тв, 2006)
- Суфле д'аморе (тв, 2006) собственикът
- В тъмното (2005)
- Новата кола на татко (2005) – Чичо Пешо търговеца
- Мила от Марс (2004) – глас на шофьора
- Чуй звездите (тв, 2003) – Петко Татарина
- Емигранти (2002) – Бат Ач
- Лист отбрулен (2002) – Андрея, фелдшерът
- Рапсодия в бяло (2002) – майорът
- Червената шапчица (2002) – Киро
- Опашката на дявола (2001) – продуцентът
- Съдбата като плъх (тв, 2001) – Георги
- Екзекуция (2000) – шофьорът
- Хайка за вълци (2000) (6 серии) – съпругът на Даря
- BG – Невероятни разкази за един съвременен българин (1996), 2 серии – Бай Ганьо
- Вълкадин говори с Бога (1995) – Пройдьо
- Козият рог (1994) – турчин
- Нещо във въздуха (1993) – агента
- Сирна неделя (1993)
- Веществено доказателство (1991) – бригадирът Лико
- Жесток и невинен (1990) – затворник
- Аз, Графинята (1989) – Тони
- Юдино желязо (1989) – Върбан
- Златният век (1984), 11 серии – (в 8-а серия)